# آنتوان پونروی
آنتوان پونروی (انگلیسی: Antoine Ponroy؛ زادهٔ ۱۵ آوریل ۱۹۸۶) بازیکن فوتبال اهل فرانسه است.
از باشگاه‌هایی که در آن بازی کرده‌است می‌توان به باشگاه فوتبال رن، باشگاه فوتبال رنجرز، باشگاه فوتبال کن، و باشگاه فوتبال پاریس اف سی اشاره کرد.